# Barbara Wrońska
Barbara Wrońska (ur. 8 czerwca 1983 w Warszawie) – polska piosenkarka, kompozytorka i autorka tekstów piosenek.

## Życiorys
Pochodzi z muzycznej rodziny. Jej dziadek Tadeusz Wroński, był rektorem Akademii Muzycznej w Warszawie, zaś ojciec wykładowcą na tejże uczelni. Od czwartego roku życia uczyła się gry na skrzypcach. W 2004 pojawiła się na płycie 8 Ohm – grupy Pustki, grając na skrzypcach i instrumentach klawiszowych, zaś w 2007 została główną wokalistką zespołu. W 2014 ukazała się płyta Pustek pt. Safari, na której większość muzyki stanowią kompozycje Barbary Wrońskiej.
Od 2005 tworzy wraz z siostrą – Zuzanną, zespół Ballady i Romanse. W 2015 roku utwory zespołu pojawiły się w filmie Córki dancingu w reżyserii Agnieszki Smoczyńskiej. Barbara i Zuzanna Wrońskie gościnnie wystąpiły także w produkcji. W 2015 pojawiła się również gościnnie na płycie Marcina Zabrockiego pt. 1+1=0. W 2018 ukazał się jej pierwszy solowy album pt. Dom z ognia, który znalazł się między innymi w zestawieniu Płyta Roku "Wyborczej" 2018.
W styczniu 2019 album Dom z ognia został nominowany do Fryderyka w kategorii Album Roku Pop Alternatywny, zaś ona sama w kategorii Kompozytor Roku (Muzyka Rozrywkowa). 17 czerwca 2019 wystąpiła na 56. KFPP w Opolu, podczas koncertu muzyki alternatywnej.

## Dyskografia

### Albumy
| Tytuł                       | Dane dot. albumu                       | Pozycja na liście |
| Tytuł                       | Dane dot. albumu                       | POL               |
| --------------------------- | -------------------------------------- | ----------------- |
| Dom z ognia                 | - Data: 9 lutego 2018 - Wydawca: Kayax | 25                |
| „–” album nie był notowany. |                                        |                   |

### Single
| Tytuł                                                   | Rok  | Pozycja na liście | Pozycja na liście | Pozycja na liście | Pozycja na liście | Album       |
| Tytuł                                                   | Rok  | LP3               | SLiP              | RDC               | UWM               | Album       |
| ------------------------------------------------------- | ---- | ----------------- | ----------------- | ----------------- | ----------------- | ----------- |
| „Nie czekaj”                                            | 2017 | 8                 | 12                | 13                | 5                 | Dom z ognia |
| „Nieustraszeni”                                         | 2018 | 10                | –                 | –                 | –                 | Dom z ognia |
| „Dom z ognia i lodu”                                    | 2019 | 27                | –                 | 12                | 11                | Dom z ognia |
| „Serce”                                                 | 2019 | 28                | –                 | –                 | –                 | –           |
| „Rybka” (gościnnie: Natalia Przybysz, Paulina Przybysz) | 2019 | 35                | –                 | –                 | –                 | –           |
| „–” singel nie był notowany.                            |      |                   |                   |                   |                   |             |

### Gościnne występy
| Rok  | Album                   | Uwagi                                               | Źródło |
| ---- | ----------------------- | --------------------------------------------------- | ------ |
| 2015 | Zabrocki – 1+1=0        | gościnnie w utworze „Wiśniówka”                     | [ 15 ] |
| 2017 | Smolik / Kev Fox – b.d. | gościnnie w utworze „Queen of Hearts”               | [ 16 ] |
| 2017 | Voo Voo – Placówka ’44  | gościnnie w utworze „Kołysanka”                     | [ 17 ] |
| 2017 | Voo Voo – Placówka ’44  | gościnnie w utworze „Przyśniła się Dzieciom Polska” | [ 18 ] |

## Teledyski
| Tytuł                                                   | Rok  | Reżyseria                         | Album       | Źródło |
| ------------------------------------------------------- | ---- | --------------------------------- | ----------- | ------ |
| „Nie czekaj”                                            | 2017 | Weronika Ławniczak                | Dom z ognia | [ 19 ] |
| „Nieustraszeni”                                         | 2018 | –                                 | Dom z ognia | [ 20 ] |
| „Abstrakcja”                                            | 2018 | –                                 | Dom z ognia | [ 21 ] |
| „Dom z ognia i lodu”                                    | 2019 | Iza Klein                         | Dom z ognia | [ 22 ] |
| „Rybka” (gościnnie: Natalia Przybysz, Paulina Przybysz) | 2019 | Pola Dwurnik                      | –           | [ 23 ] |
| „Serce”                                                 | 2019 | –                                 | –           | [ 24 ] |
| „Czarna D.”                                             | 2020 | Joanna Tracz, Elżbieta Łapczyńska | –           | [ 25 ] |